# Haloxazolam

Strukturformel för haloxazolam.

Haloxazolam, summaformel C17H14BrFN2O2, är ett ångestdämpande och lugnande preparat som tillhör gruppen bensodiazepiner. Preparatet är narkotikaklassat och används inte som läkemedel i Sverige.
Substansen är narkotikaklassad och ingår i förteckning P IV i 1971 års psykotropkonvention, samt i förteckning IV i Sverige.